# Padasjoki
Padasjoki är en kommun i landskapet Päijänne-Tavastland i Finland. Padasjoki har 2 813 invånare och har en yta på 729,86 km². Grannkommuner är Asikkala, Tavastehus, Kangasala, Kuhmois, Pälkäne och Sysmä.
Padasjoki är en enspråkigt finsk kommun.

## Historia
I början av 1400-talet avskildes Padasjoki kapell från Sysmä. En förvaltningssocken med samma namn fanns 1442 varför kapellet bör ha funnits då. Padasjoki kyrksocken nämns första gången 1471. I början av 1500-talet avskildes Kuhmois kapell från Padasjoki.

## Tätorter
Vid tätortsavgränsningen den 31 december 2021 fanns endast en tätort inom Padasjoki kommuns område: Padasjoki kyrkoby med 1 399 invånare.

## Politik

### Mandatfördelning i Padasjoki kommun, valen 1976–2021
| 4 | 6 | 6 | 11 |

| 4 | 6 | 5 |  | 11 |

| 3 | 6 | 2 | 5 | 11 |

| 3 | 7 | 2 |  | 5 | 9 |

| 2 | 7 | 2 |  | 6 | 9 |

| 2 | 7 | 7 | 11 |

| 1 | 4 | 7 | 9 |

| 1 | 4 | 1 | 6 | 9 |

| 14 | 7 |

| 1 | 4 | 2 | 4 | 10 |

| 12 | 9 |

| 3 | 3 | 2 | 4 | 9 |

| 13 | 8 |

| 3 | 7 | 1 | 3 | 7 |

| 13 | 8 |

| 3 | 4 | 3 | 4 | 7 |

| 13 | 8 |

## Befolkningsutveckling
| Befolkningsutvecklingen i Padasjoki kommun 1975–2020                                                         | Befolkningsutvecklingen i Padasjoki kommun 1975–2020 | Befolkningsutvecklingen i Padasjoki kommun 1975–2020 | Befolkningsutvecklingen i Padasjoki kommun 1975–2020 | Befolkningsutvecklingen i Padasjoki kommun 1975–2020 |
| --- | ---------------------------------------------------- | ---------------------------------------------------- | ---------------------------------------------------- | ---------------------------------------------------- |
| |                                                      |                                                      |                                                      |                                                      |
| År |                                                      |                                                      | Folkmängd                                            |                                                      |
| 1975 | 1975                                                 |                                                      | 4 708                                                |                                                      |
| 1980 | 1980                                                 |                                                      | 4 613                                                |                                                      |
| 1985 | 1985                                                 |                                                      | 4 509                                                |                                                      |
| 1990 | 1990                                                 |                                                      | 4 400                                                |                                                      |
| 1995 | 1995                                                 |                                                      | 4 178                                                |                                                      |
| 2000 | 2000                                                 |                                                      | 3 879                                                |                                                      |
| 2005 | 2005                                                 |                                                      | 3 639                                                |                                                      |
| 2010 | 2010                                                 |                                                      | 3 423                                                |                                                      |
| 2015 | 2015                                                 |                                                      | 3 143                                                |                                                      |
| 2020 | 2020                                                 |                                                      | 2 861                                                |                                                      |
| Anm: Uppgifterna avser förhållandena den 31 december nämnda år enligt områdesindelningen den 1 januari 2022. |                                                      |                                                      |                                                      |                                                      |

## Bilder

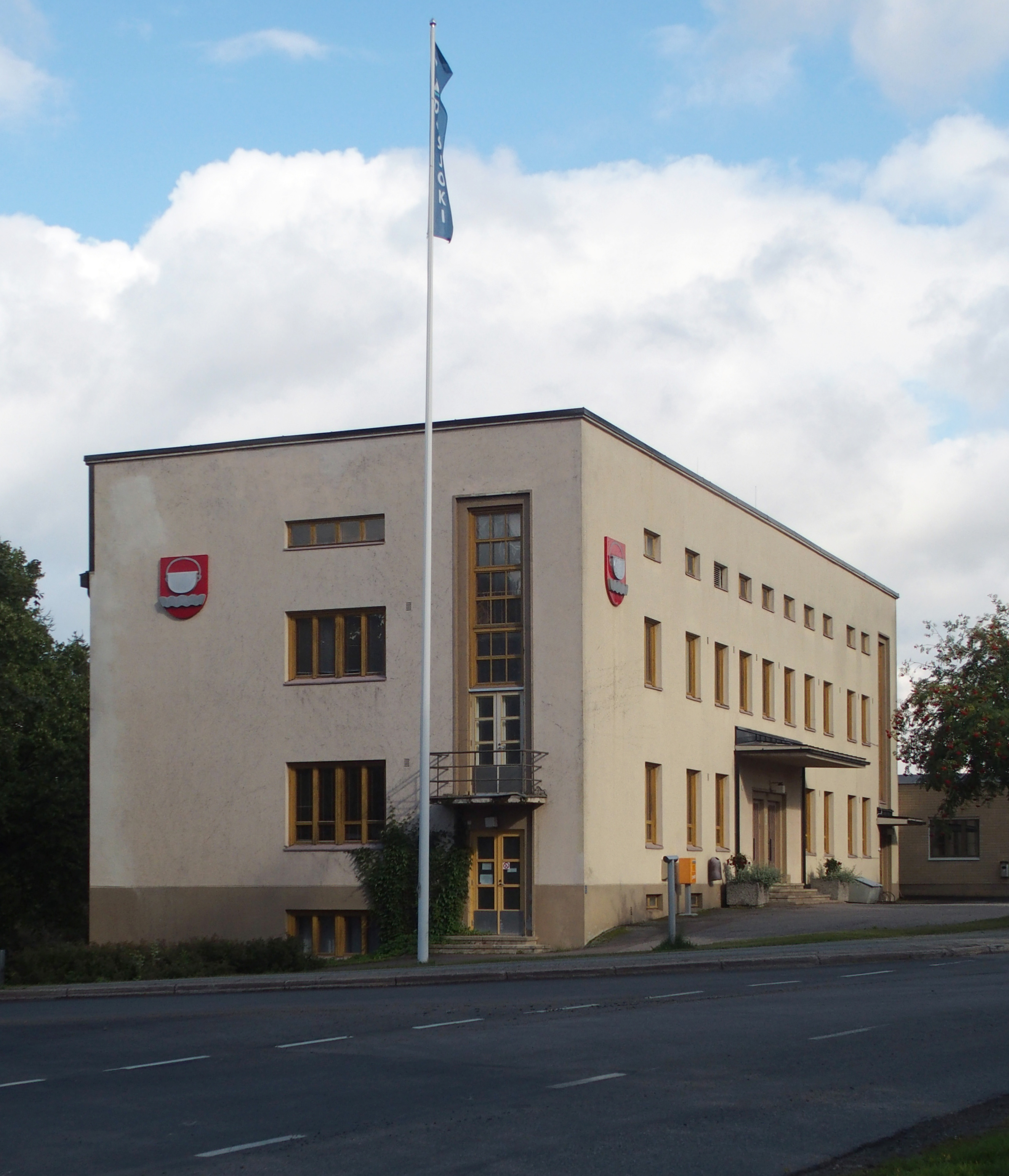
Padasjoki kommunhus.
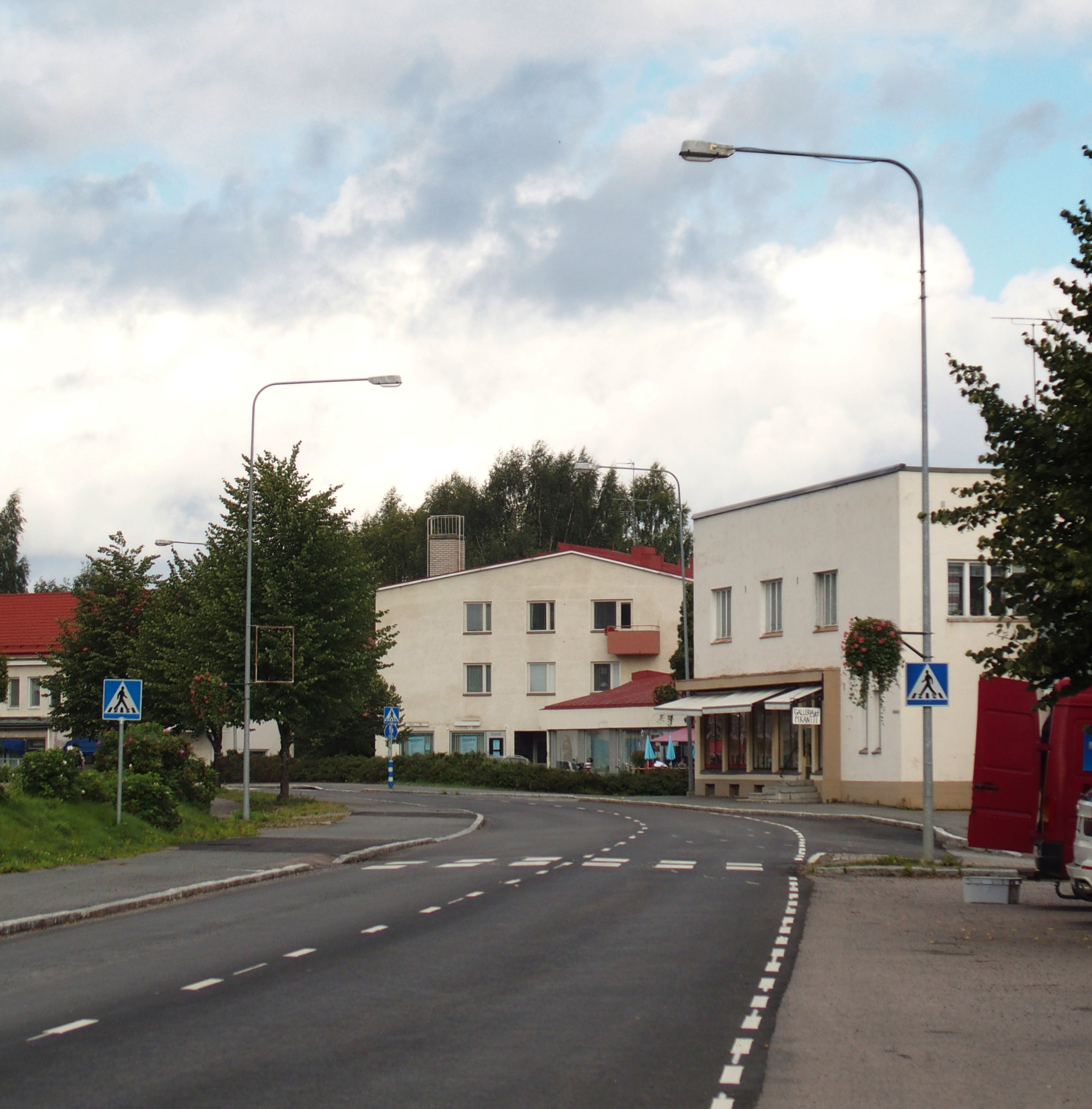
Samhället.
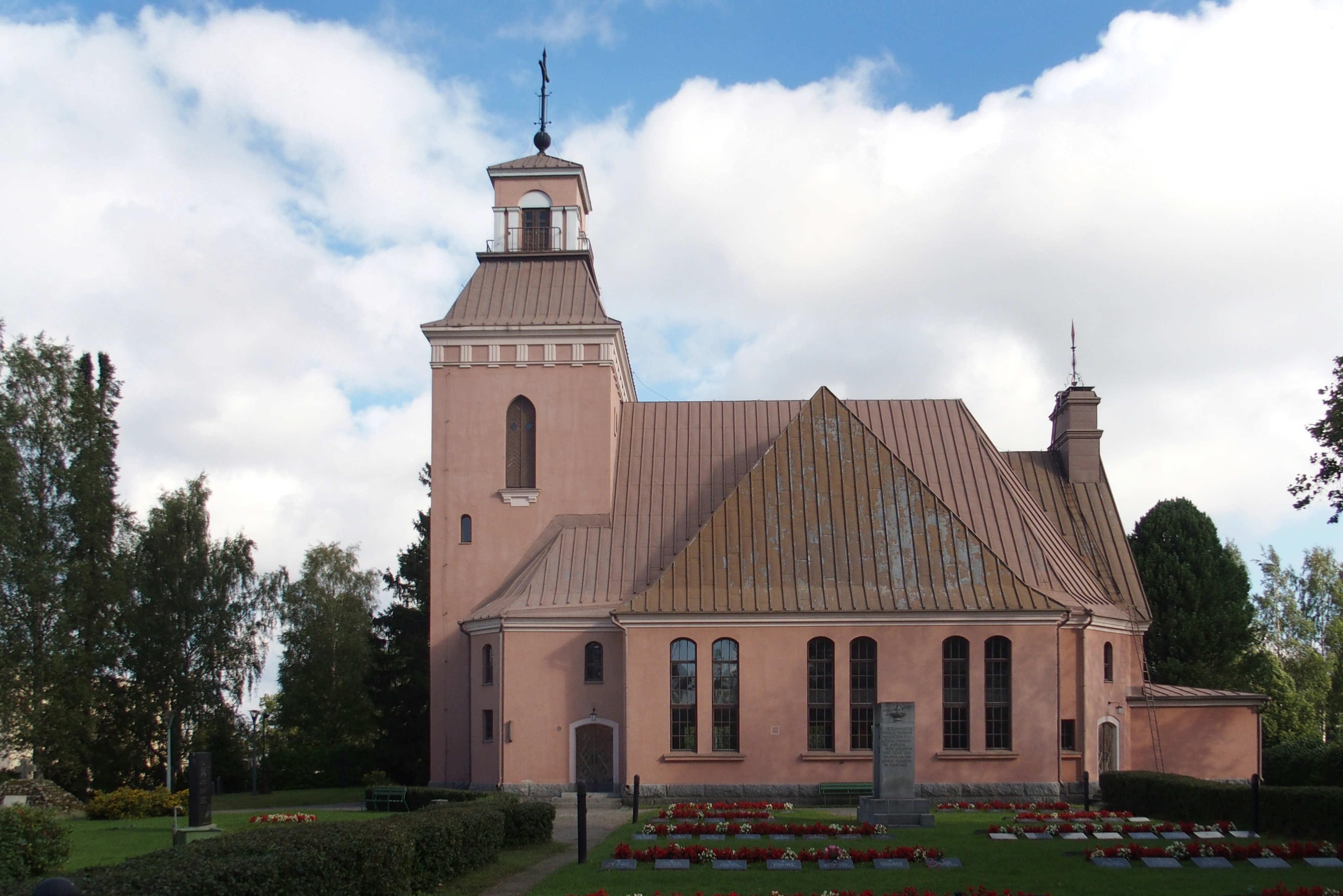
Padasjoki kyrka byggd 1924-26, ritad av W.G. Palmqvist.
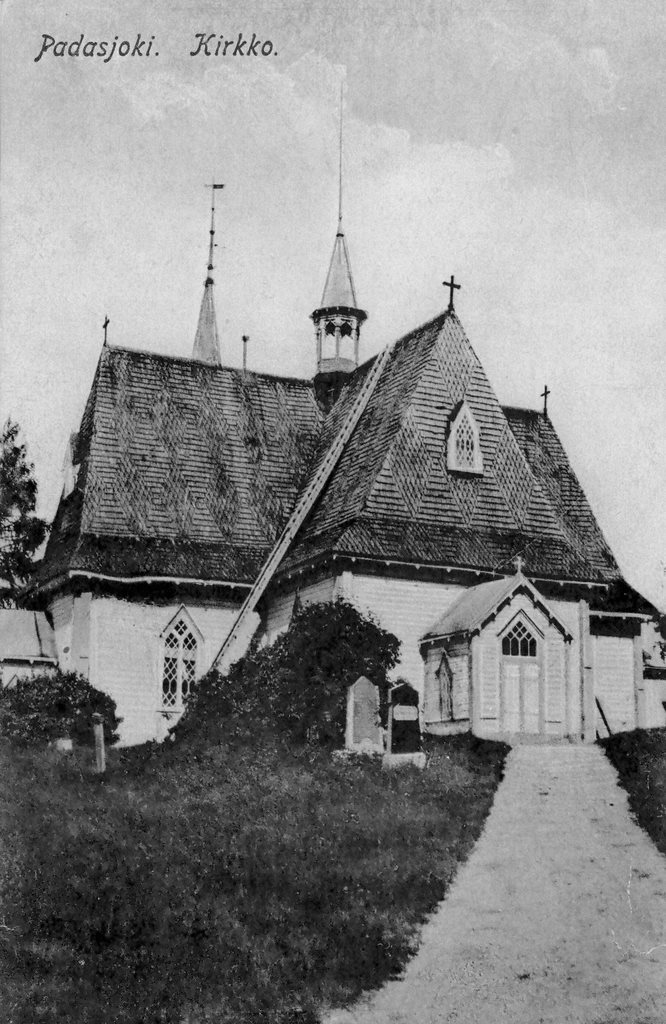
Padasjoki gamla kyrka byggd 1668-70, nedbrunnen 1924.
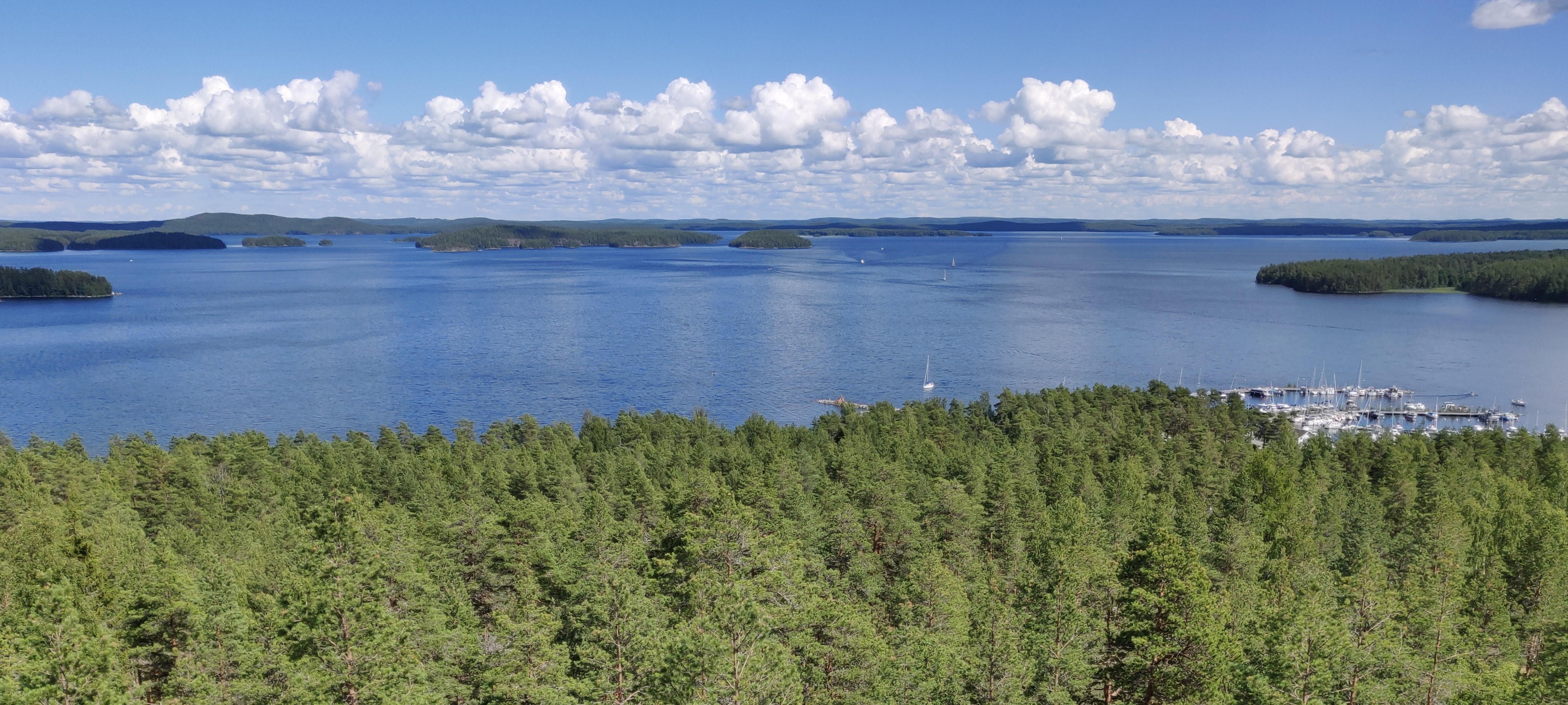
Päijänne
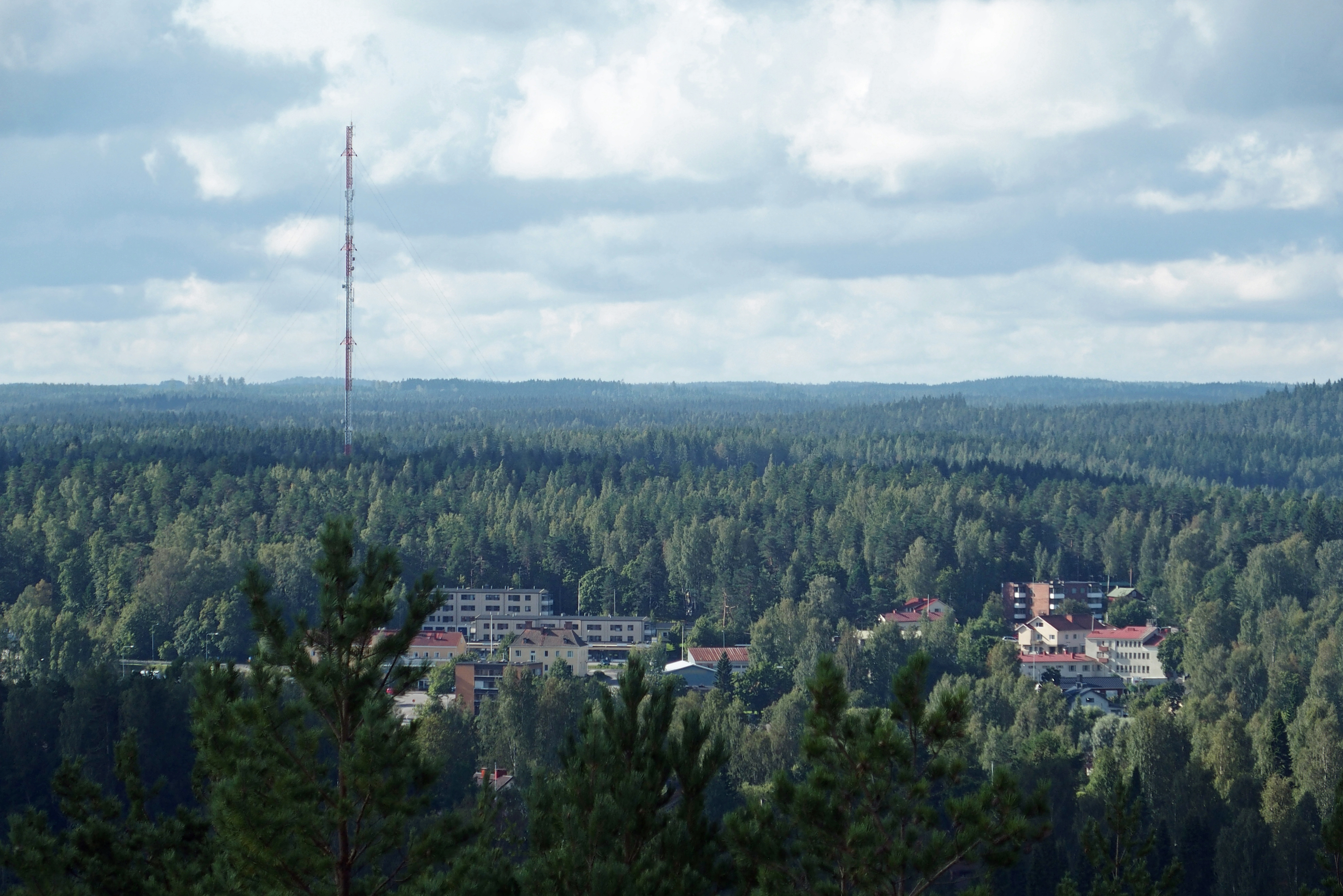
Padasjoki sett från Kullasvuori-tornen